# Myxopyrum
Myxopyrum es un género con cuatro especies de plantas con flores perteneciente a la familia de las oleáceas.  Es originario del sudoeste de China y Asia tropical.

## Descripción
Son arbustos con las ramillas cuadrangulares. Las hojas son opuestas, simples, pecioladas, el limbo entero o serrado, con tres nervios prominentes, glabras. Las inflorescencias en panículas axilares, con muchas flores. 
Las flores son bisexuales, pequeñas de color amarillo o rosa. El fruto es una baya, subglobosa. Las semillas con endosperma carnoso o cuticular.

## Especies
- Myxopyrum nervosum Blume, Bijdr.: 683 (1826).
- Myxopyrum ovatum A.W.Hill, Bull. Misc. Inform. Kew 1910: 41 (1910).
- Myxopyrum pierrei Gagnep. in H.Lecomte, Fl. Indo-Chine 3: 1084 (1933).
- Myxopyrum smilacifolium (Wall.) Blume, Mus. Bot. 1: 320 (1851).